# An Lão (xã)
An Lão (安老) là một xã thuộc huyện Bình Lục, tỉnh Hà Nam, Việt Nam.
Xã An Lão có diện tích 11,9 km², dân số năm 1999 là 11049 người, mật độ dân số đạt 928 người/km².
Di tích đình Mỹ Đô ở xã An Lão thờ Đương Chu Đại Vương có công giúp Vua Đinh Tiên Hoàng dẹp loạn 12 sứ quân.